# آتشفشان کاریمسکی
آتشفشان کاریمسکی (انگلیسی: Karymsky) یک کوه آتشفشانی در شبه‌جزیره کامچاتکای کشور روسیه است.